# Horní Stropnice
Horní Stropnice è un comune della Repubblica Ceca facente parte del distretto di České Budějovice, in Boemia Meridionale.